# Fpdf
Fpdf es una biblioteca escrita en lenguaje de programación PHP que permite crear archivos en formato PDF sin ningún requerimiento adicional. Es gratuita, y su licencia permite que sea modificada libremente.
Entre las funcionalidades que nos ofrece esta biblioteca nos encontramos:
- Elección de la unidad de medida, formato de página y márgenes
- Gestión de cabeceras y pies de página
- Salto de página automático
- Salto de línea y justificación del texto automáticos
- Admisión de imágenes (JPEG , PNG y GIF (versión 1.6) )
- Colores
- Enlaces

Este framework en PHP está desarrollado con orientación a objetos, siendo el Objeto fpdf el encargado de ir almacenando la estructura, y mostrándolo con la función Output, teniendo diferentes salidas tanto por pantalla como por impresora o simplemente ofreciendo la posibilidad descargar el archivo.
Fpdf ofrece la ventaja de permitir crear pdf desde php con una relativa sencillez haciendo de intermediario entre las funciones elementales de salida de datos que pintan el pdf y el usuario, entre sus funciones más utilizadas se encuentra Cell que es la base de todo el muestreo, creando celdas las cuales pueden contener texto.